# Тангенціальнозначна форма
Тангенціальнозначні форми — це узагальнення диференціальних форм, при якому множиною значень форм є дотичне розшарування до многовида.

## Означення
Тангенціальнозначною формою на многовиді {\displaystyle M} називається переріз тензорного добутку дотичного і зовнішнього ступеню кодотичного розшарування до многовиду:
{\displaystyle \omega \colon M\to \left(\wedge ^{k}T^{*}M\right)\otimes _{M}TM}
{\displaystyle \pi \circ \omega =\imath d}

## Операції
- Внутрішнє диференціювання
- Зовнішнє диференціювання

## Зв'язані означення
Форма називається припающою, якщо вона лежить в {\displaystyle T^{*}M\otimes TM}.